# Persea indica
Persea indica és una espècie de planta del gènere de l'alvocat.
Es troba a les Açores, Madeira, i illes Canàries dins la regió Macaronèsia. Està amenaçada per la pèrdua d'hàbitat.
Persea indica és una espècie exclusiva de la Laurisilva, i el seu hàbitat està amenaçat per l'agricultura, l'expansió d'altres arbres com el castanyer o la urbanització.

## Descripció
La planta, que en portuguès s'anomena vinhático és un arbre perennifoli de fins a 25 metres d'alçada, amb la capçada ampla i arrodonida. Les fulles són lanceolades de 10 a 20 cm de llargada, gairebé glabres, de color verd clar que es tornen vermelles en envellir.
Les flors són petites i disposades en panícules amb els peduncles llargs i pubescents, els fruits són bagues negres ovoide-el·lipsoides molt similars a les olives. Floreix d'agost a novembre.
A Madeira la seva fusta, dita mogno da Madeira, de color groc o rosat, era molt valorada i es feia servir molt en ebenisteria, l'escorça es feia servir per adobar pells.

## Font
- Bañares, A. et al. 1998. Persea indica. 2006 IUCN Red List of Threatened Species.  Downloaded on 23 August 2007.